# Wildness
Wildness é o sétimo álbum de estúdio pela banda de rock Snow Patrol. Foi lançado em 25 de maio de 2018. É o primeiro disco com Johnny McDaid como membro completo do grupo, após seu envolvimento apenas como músico adicional e escritor para o álbum Fallen Empires e também nos shows nas turnês.

## Bastidores e gravação
Em uma entrevista para a revista NME, em 2012, Gary Lightbody disse que ele teve que superar um "bloqueio de escritor" e que as canções que ele tentou escrever neste período foram descartadas antes das gravações e substituídas por novo material. Snow Patrol pretendia lançar um novo trabalho em 2016, cinco anos após seu último ddisco, e mais tarde foi adiado para 2017. Em janeiro de 2018, o álbum foi oficialmente divulgado, com data de lançamento e capa.

## Promoção
"Don't Give In" foi lançado como o primeiro single de Wildness, em 21 de março de 2018. A canção "Life on Earth" foi liberado logo em seguida, em 12 de abril. "What If This Is All the Love You Ever Get?" foi o terceiro single, lançado três semanas mais tarde. Já o quarto single foi a canção "Empress", liberado em maio. Nenhuma dessas canções, contudo, emplacou nas rádios.

## Recepção da crítica
Wildness recebeu críticas variadas dos especialistas. No site agregador Metacritic, o álbum recebeu uma nota 64 (de 100) baseada em 9 resenhas.
A Pitchfork Media deu ao disco uma nota de 4,8 de 10, chamando-o de "apropriado, se lamentável, encapsulando a confusão sobre o que Snow Patrol deveria ser do que aparentemente infectou Lightbody faz uma década".

## Faixas
Todas as letras escritas por Gary Lightbody. Músicas compostas por Snow Patrol e Jacknife Lee, exceto "Life and Death" por Snow Patrol, Lee, Holger Czukay, Irmin Schmidt, Michael Karoli e Jaki Liebezeit. 
| CD             |                                              |         |  |
| N.º            | Título                                       | Duração |  |
| 1.             | "Life on Earth"                              | 5:22    |  |
| 2.             | "Don't Give In"                              | 3:59    |  |
| 3.             | "Heal Me"                                    | 4:01    |  |
| 4.             | "Empress"                                    | 4:29    |  |
| 5.             | "A Dark Switch"                              | 4:18    |  |
| 6.             | "What If This Is All the Love You Ever Get?" | 3:49    |  |
| 7.             | "A Youth Written in Fire"                    | 4:08    |  |
| 8.             | "Soon"                                       | 4:20    |  |
| 9.             | "Wild Horses"                                | 4:38    |  |
| 10.            | "Life and Death"                             | 5:35    |  |
| Duração total: | Duração total:                               | 44:39   |  |

## Pessoal
Snow Patrol
- Gary Lightbody – vocal principal, guitarra (exceto nas faixas 6 e 15), programação adicional (faixa 7), backing vocal (faixas 11, 12 e 14)
- Nathan Connolly – guitarras (exceto nas faixas 6 e 15), backing vocal (exceto nas faixas 1, 6, 8 e 15)
- Paul Wilson – baixo (exceto nas faixas 6, 11–15)
- Jonny Quinn – baterias (exceto nas faixas 6, 11–15)
- Johnny McDaid – piano (faixas 4, 6, 7, 8, 9, 10, 11 and 14), backing vocal (exceto nas faixas 1, 6, 8, 10 and 15), teclados (faixas 1, 11-15), guitarra (faixas 3, 11–14), programação (faixas 11–15), arranjo orquestral (faixas 11-15)

Adicional
- Jacknife Lee – guitarra (excepto nas faixas 6, 11–15), teclados (excepto nas faixas 6, 11–15), programação (excepto nas faixas 6, 11-15), backing vocal (faixas 3, 4, 9 e 10), arranjo de cordas (faixas 5 e 8), baixo (faixa 9)
- Davide Rossi – arranjo de cordas e quarteto de cordas (faixas 1, 5 e 8)
- Saran Davies – violoncelo (faixas 11-15)
- Ben Hulme – trompa francesa (faixas 11, 14 e 15)
- Alexandra Ridout – trombeta (faixas 12), flugelhorn (faixas 13–15)

## Tabelas
| Paradas (2018)                  | Melhor posição |
| ------------------------------- | -------------- |
| Alemanha (Media Control Charts) | 9              |
| Austrália (ARIA)                | 12             |
| Áustria (Ö3 Austria Top 40)     | 11             |
| Bélgica Ultratop 50 (Flanders)  | 2              |
| Bélgica Ultratop 40 (Valônia)   | 3              |
| Canadá (Billboard Albums Chart) | 52             |
| Escócia (OCC)                   | 1              |
| Espanha (PROMUSICAE)            | 59             |
| Irlanda (Irish Albums Chart)    | 1              |
| Nova Zelândia (RMNZ)            | 1              |
| Países Baixos (MegaCharts)      | 5              |
| Suíça (Schweizer Hitparade)     | 3              |
| Reino Unido (UK Albums Chart)   | 2              |
| Estados Unidos (Billboard 200)  | 49             |

| País        | Certificador | Certificação |
| ----------- | ------------ | ------------ |
| Reino Unido | BPI          | Ouro         |